# Adidas Stan Smith

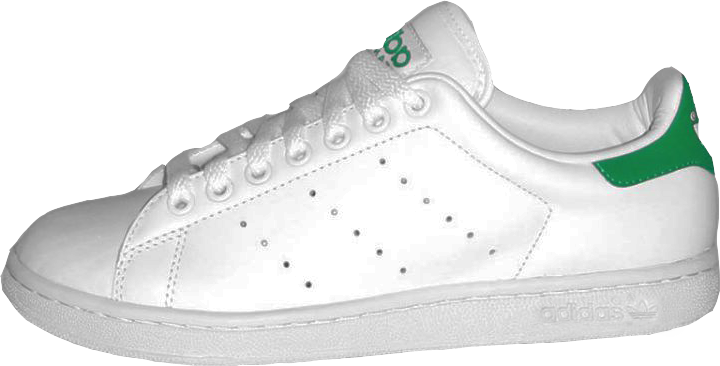
La Stan Smith II.

L'Adidas Stan Smith est une chaussure de tennis produite par Adidas et sortie en 1964. D'abord appelée Robert Haillet du nom de son concepteur français, elle devient dans les années 1970 la Stan Smith, à la suite de l'accord de la marque avec le joueur de tennis américain. Elle connaît un important succès, vendue à plus de 70 millions d'exemplaires dans le monde, selon le Guiness Book.

## Histoire

### AdidasRobert Haillet
Au début des années 1960, la firme allemande Adidas souhaite créer une paire de chaussures pour les joueurs de tennis. Horst Dassler, son P-DG, demande au joueur de tennis français, Robert Haillet, alors directeur commercial de la marque, de la concevoir. Elle est fabriquée dès 1963 à Dettwiller en France et est commercialisée en 1964 sous le nom d'Adidas Robert Haillet. Sa grande innovation est sa matière. En effet, c'est la première chaussure de tennis en cuir ; à cette époque, ce sont les modèles en toile que portent couramment les joueurs. D'autre part, Werner Alwin, membre du groupe de réflexion chargé de concevoir la chaussure, eut l'idée de mettre trois rangées de trous d'aération à la place des trois bandes, accomplissant ainsi le souhait d'Adidas. Le succès est immédiat et Adidas décide de l'exporter aux États-Unis. Dès les années 1970, elle est portée par les milieux aisés, des personnalités...
La paire de tennis est blanche et dispose d'un cuir aéré par trois rangées de trous figurant les trois bandes de la marque. Elle dispose également à l'arrière d'un système de protection du tendon d'Achille – un système de couleur verte et portant le logo de la marque. Sur la languette se trouvent le portrait de Stan Smith et sa signature. Le laçage passe de cinq à six œillets à partir de la pointure 35,5 EU, et de six à sept œillets à partir de la pointure 38,5 EU.

### AdidasStan Smith

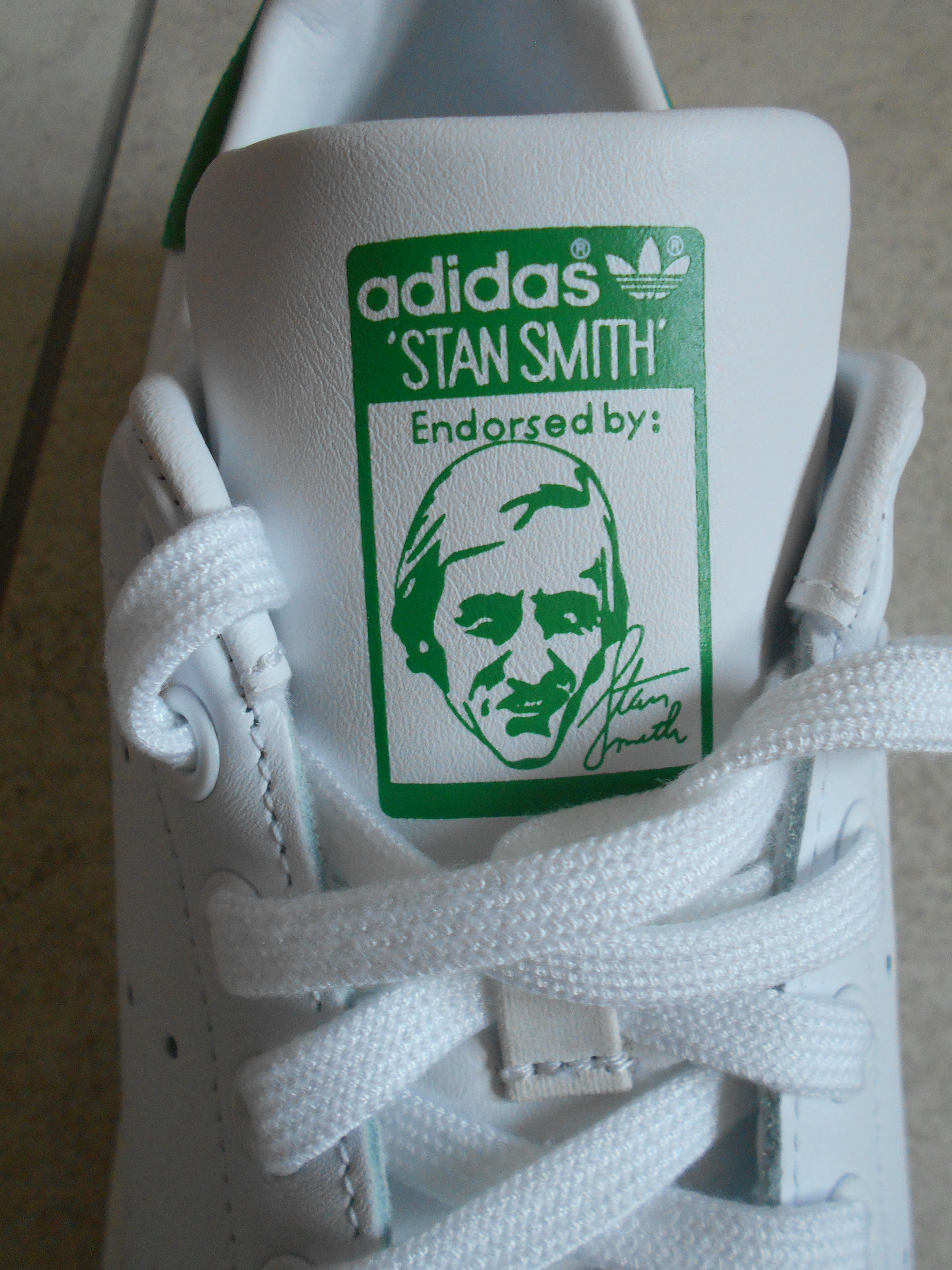
Portrait de Stan Smith sur la languette.

Mais Adidas souhaitait s’emparer du marché Nord-Américain. En 1973, l'entreprise signe alors un contrat avec l'Américain Stan Smith, vainqueur de l'US Open 71. La marque devient sponsor officiel du joueur et la chaussure est rebaptisée Adidas Stan Smith en 1978. Dès lors, les ventes explosent. Au début des années 1980, la Stan Smith s'impose dans la rue. Les breakdancers des cités, les amateurs de reggae se l'approprient. Elle devient un objet de mode. On la voit aux pieds des adolescents et professeurs. Des artistes, comme Jean-Jacques Goldman ou Daniel Balavoine, ont porté régulièrement des Stan Smith.
Adidas la décline dans de nombreux coloris et dans un modèle avec scratch. En 1990, la Stan Smith entre dans le Guinness des records pour s'être vendue à 22 millions d'exemplaires dans le monde.
Dans les années 1990, elle devient le symbole des jeunes de la banlieue. Le groupe marseillais de rap IAM l'évoque dans leur chanson "Je danse le mia".
En 2003, une version montante est commercialisée, et en 2007, la tennis originale est rééditée sous le nom de Stan Smith II. Adidas multiple les collaborations avec d'autres marques, des créateurs de mode, ou figures de la culture pop (Yohji Yamamoto, Pharrell Williams, Nigo, Neighborhood, Star Wars entre autres). La Stan Smith s'introduit dans le monde du luxe.
En 2011, Adidas stoppe sa commercialisation : "La Stan est un mythe. Mais un mythe qui ne se vend qu'en France, malheureusement." À la suite de cette annonce, la communauté fan sur facebook lance une pétition relayée sur la page Adidas Stan Smith  qui milite pour le retour de la chaussure emblématique. De nombreux fans crient leur déception face à cette décision « Stop the production of the stan smith, that would be like removing the Big Mac at McDonald's... »
Le 31 mai 2013, Adidas annonce sur son compte Twitter le retour de la Stan Smith en 2014. Au mois de janvier 2014, une nouvelle édition est en vente. Le modèle atteint son pic de popularité en 2015 avec soixante-dix millions de paires vendues. Il connait aussi un important succès au Japon. En 2018, 10 % des français en possèdent une paire, et ce taux monte à 21 % pour les jeunes cadres urbains.

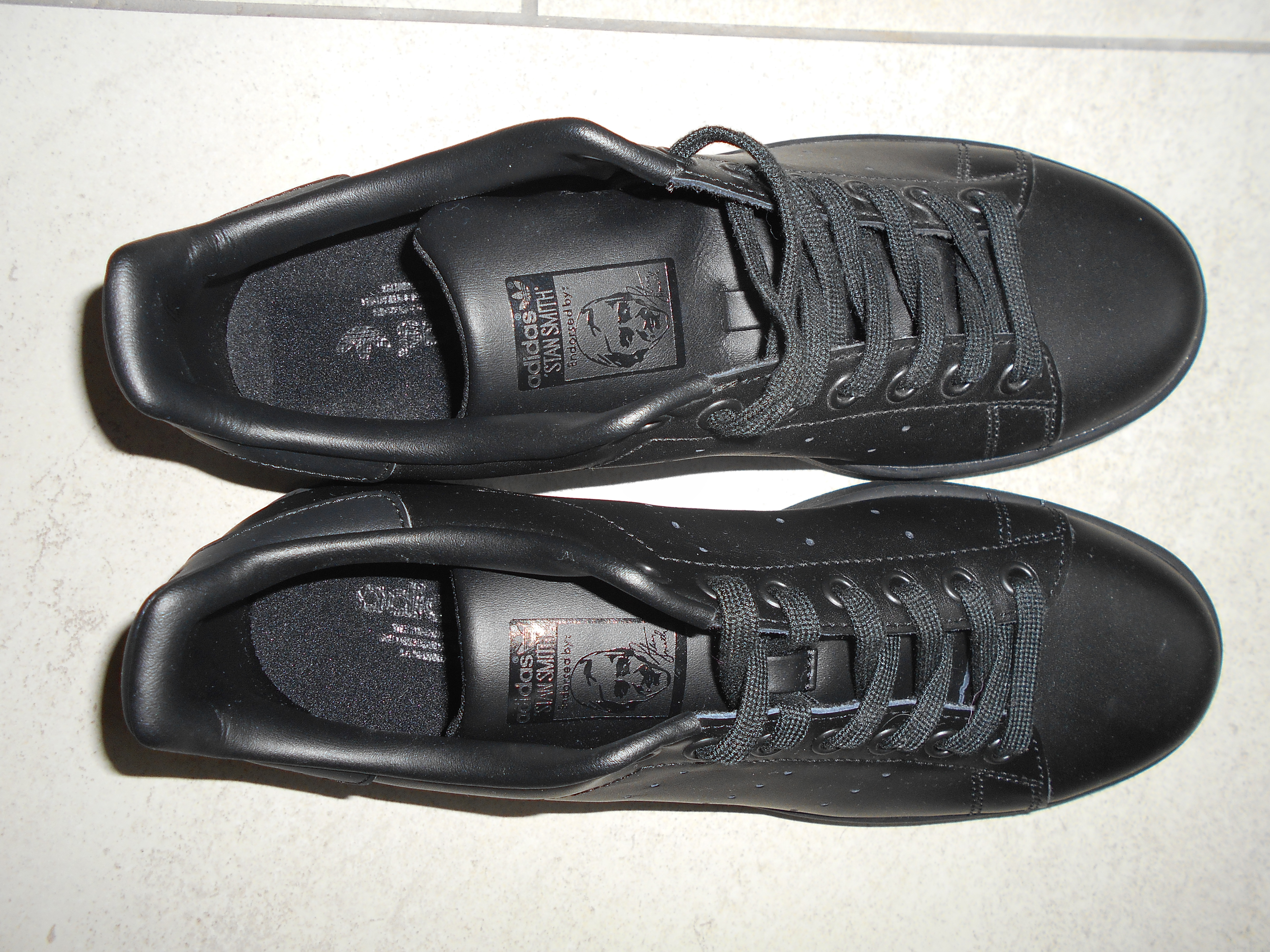
La Stan Smith, couleur noire.

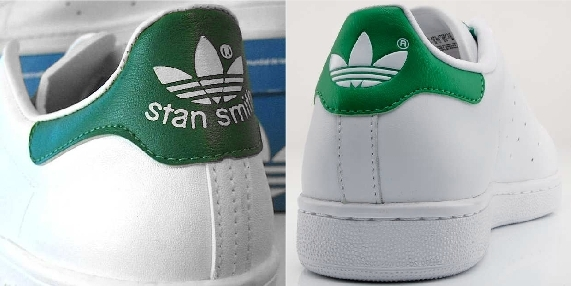
Différence de la pièce arrière : Adidas Stan Smith (photo de gauche) et Adidas Stan Smith II (photo de droite).

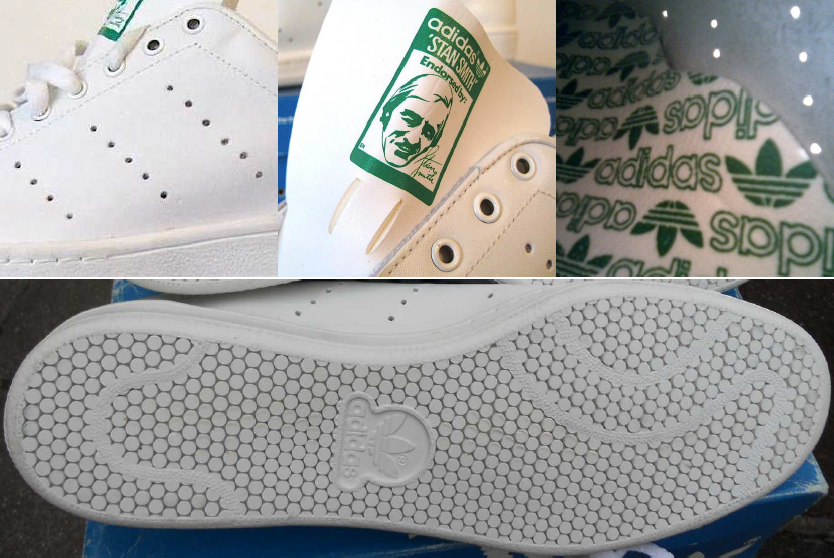
Détails de la conception d' Adidas Stan Smith: (i) les trois rangées de perforations (image en haut à gauche), (ii) la languette (image du haut du milieu), (iii) la semelle intérieure (image en haut à droite) et (iv) la semelle extérieure (photo du bas)

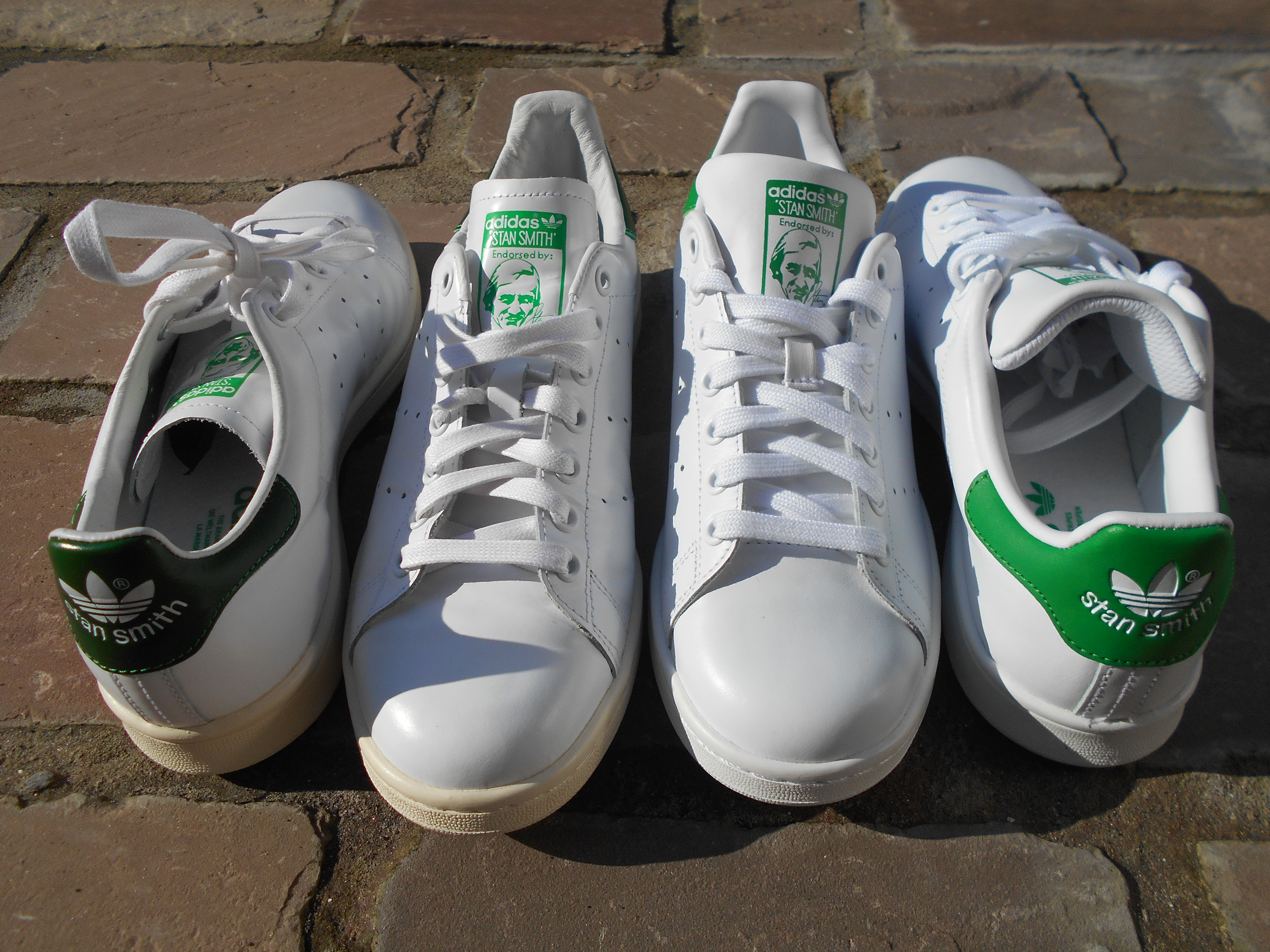
Adidas Stan Smith Vintage à gauche et Adidas Stan Smith version 2015 à droite.

## Versions de l'Adidas Stan Smith
Les premières Robert Haillet et les premières Stan Smith sont des chaussures basses, à lacet, reconnaissables à leur couleur blanche et à leur pièce de cuir verte à l'arrière (heel tab). Depuis, les coloris se sont multipliés : bleu foncé, rouge, noir... À partir des années 1990, des modèles proposent des bandes en velcro à la place des lacets. Depuis 2003, une version montante existe.
En 2014, Adidas propose une série de nouveautés. Certains modèles peuvent être personnalisés : choix des matières et des couleurs, ajout d'un lettrage. Les pratiquants de skateboard ont leur Stan Smith avec notamment une semelle vulcanisée,,. Des versions en mode compensé (talon surélevé, cuir imitation "peau de serpent") sont destinées aux dames : cette Stan Smith a perdu sa fonction sportive pour ne devenir qu'une chaussure de mode. En 2020, la Superstan est un modèle hybride : l'embout («shell-toe») et la semelle de la Superstar ont été ajoutées à la chaussure Stan Smith.

### Principales versions
- Adidas Stan Smith. Il s'agit de la première version de la Stan Smith, héritière de la Robert Haillet. Sur la languette se trouve un cadre avec la signature et le portrait de Stan Smith. À l'arrière de la chaussure, le trèfle, logo d'Adidas, et le nom du joueur américain figurent dans la pièce ajoutée (verte à l'origine, puis bleu foncé, rouge...). L'intérieur des chaussures est non doublé. Un grand nombre de mots « Adidas » et de trèfles imprimés emplissent la décoration de la semelle intérieure.
- Adidas Stan Smith II. La languette est plus épaisse. Un tissu avec le texte « Adidas Stan Smith » remplace le portrait et la signature de Stan Smith. À l'arrière, le nom « Stan Smith » a disparu. L'intérieur est doublé. La semelle intérieure blanche contient une seule impression du mot « adidas » associé au trèfle, et la phrase « la marque aux 3 bandes » écrite en anglais, allemand et français.
- Adidas Stan Smith 80's (appelée aussi Adidas Stan Smith Vintage). La tige est en cuir vieilli lisse, d'un blanc légèrement cassé. La semelle extérieure est jaunie. Certains modèles, comme le S75074 (en 2017), porte l'inscription dorée "Stan Smith" entre ses bandes perforées. La languette, mince, est entourée de fils de couture placés à 5 mm des bords ; elle retrouve le portrait de Stan Smith. Il y a de nouveau le nom « Stan Smith » sous le trèfle dans le heel tab à l'arrière, dont le coloris vert devient plus foncé (modèle B24364 de 2015). La semelle intérieure est identique à celle de la Stan Smith II.
- Adidas Stan Smith, version 2015. La doublure est en cuir synthétique. La languette est souple, sans fils de couture apparent ; elle présente le portrait de Stan Smith. La pièce arrière (heel tab) contient le trèfle et le nom « Stan Smith » ; elle est d'un vert clair (pour le modèle M20324 notamment).

### Tirages limités
Voici quelques éditions limitées, créées par Adidas. Elles sont, pour la plupart, le résultat de collaborations. Cette liste ne contient pas des versions personnalisées (custom) que proposent certaines sociétés.
Adidas Stan Smith Vintage "Smith vs. Nastase" - 749187 (2006). La tige est en cuir vert foncé. La languette, la pièce arrière et la semelle extérieure sont blanches. Les dessins des deux joueurs de tennis sont imprimés en blanc sur le côté de chaque chaussure. Au niveau du talon est écrit en doré « Smith vs Nastase Adidas ».
Adidas Stan Smith II Adicolor Kermit the Frog – 562898 (2006). De coloris verts, la chaussure présente le portrait de Kermit la grenouille sur son côté et sous la semelle.
Adidas Stan Smith II Adicolor Miss Piggy – 465574 (2006). Le personnage du Muppet Show est dessiné sur le côté et sous la semelle de la Stan Smith, de coloris roses.
Adidas Stan Smith II Adicolor Mr Happy – 562900 (2006). La tige et la semelle intérieure sont de couleur jaune et ornées de dessins de Mr Happy. La pièce arrière et la doublure sont noires.
Adidas Stan Smith II Adicolor Comfort Betty Boop - 465564 (2006). Modèle avec trois bandes velcro. La tige et la semelle intérieure sont de couleur rouge, ornées de lèvres. Le dessin de Betty Boop se trouve à l'avant de la chaussure, sur le logo de la languette et sous la semelle extérieure.
Adidas Stan Smith Vintage Tournament édition - 018090 (2008) Cette version est en cuir blanc avec une pièce arrière en nubuck vert. La doublure intérieure est vert foncé. Deux raquettes de tennis et l'inscription "Tournament Edition" sont gravées en doré sur la languette. Les chaussures sont vendues dans une boite spéciale, verte, où il écrit "Tournament Edition on Centre Courts since 1949".
Adidas Stan Smith Vintage x no 74 x no 6, Tournament édition (2008). Ce modèle a été créé pour célébrer les magasins no 6 à Londres et no 74 à Berlin. La tige est en toile beige, la doublure en cuir marron clair. Sur la languette, deux raquettes de tennis croisées sont imprimées avec l'inscription "Tournament Edition".
Adidas Stan Smith 80's "BBU" (Beauty & Youth x Bedwin x UNDFTD) - U42971, U42972 (avril 2010) – Né de l'association entre Adidas Originals, Bedwin, Undefeated et Beauty & Youth United Arrows, ce modèle est en blanc, avec la doublure et la pièce arrière en rouge ou bleu. Le logo de la languette est imprimé en argenté. La semelle intérieure est en liège, avec le dessin de deux raquettes de tennis croisées.
Adidas Originals Stan Smith 80's - Edition Star Wars -  Millenium Falcon - G17360 (2010). La chaussure, d'un cuir gris clair sur lequel sont dessinés des panneaux, des rivets et des rayures, fait penser au vaisseau spatial de Han Solo. La doublure est en cuir gris foncé pour le contraste. Sur la languette, le logo comprend le dessin du Faucon Millenium et son nom. À l'arrière, sous le trèfle d'Adidas, le nom « Millenium Falcon » est imprimé en marron. La semelle extérieure est blanche,.
Adidas Originals Stan Smith 80's - Edition Star Wars - Master Yoda -  G12434 (2010). La tige est matelassée. Les lacets sont verts. Sur la languette est imprimé  le dessin de Yoda avec un bandeau Adidas autour de la tête, au-dessus de la phrase « Yoda's school of tennis ». La doublure et la semelle intérieure sont recouvertes par la devise « May the force be with you » (« Que la Force soit avec vous »). Le nom « Master Yoda » se trouve sous le trèfle à l'arrière.
Adidas Originals Stan Smith 80's Mid - Edition Star Wars - Imperial Guard - G41817 (février 2011). Ces Stan Smith semi-montantes (mid) sont inspirées des soldats chargés de la sécurité de l'Empereur Palpatine (Star Wars). La tige est en cuir verni et suède rouge, une doublure et une languette en velours. Le talon imite le casque porté par les soldats. Le portrait de Stan Smith sur la languette est remplacé par celui d'un garde impérial,.
Adidas Originals Stan Smith 80's Mid – Edition Star Wars - Darth Vader – G46195 (août 2011). Cette version Mid est en cuir blanc avec un rendu froissé. Le casque du seigneur de l'Empire est dessiné sur les deux côtés de la chaussure au niveau du talon. Sur la languette figure aussi son portrait et son nom. À l'arrière, sous le trèfle d'Adidas, est inscrit « Darth Vader » en doré. La doublure est bleue. La semelle intérieure possède le logo Adidas associé à celui de Star Wars. Les lacets ont des bouts dorées « Star Wars »,.
Adidas Stan Smith Shinsuke Takizawa (septembre 2013). Le portrait de Stan Smith est remplacé par celui du fondateur de la marque Neighborhood. sur la languette.
Adidas Originals X Opening Ceremony 'Baseball' (février 2014). La marque créée par Carol Lim et Humberto Leon a réinterprété la Stan Smith montante en s'inspirant du baseball. Les trois bandes perforées sont accompagnées d'un laçage rappelant le style des gants de baseball. Sur la languette, une balle imprimée rassemble les logos des deux marques. Deux coloris existent : bleu marine (D66225) ou blanc cassé (D66226).
Adidas Stan Smith x Mastermind Japan - M22697 (février 2014). La tige est en cuir noir, parsemé de petites croix. Le pavillon pirate, emblème de la marque japonaise, se retrouve sur la languette, la pièce arrière, la semelle intérieure et les bouts de lacet.
Adidas Consortium Stan Smith x Yohji Yamamoto Y’s – M22700 (février 2014). L'avant de la chaussure est en cuir blanc, couleur qui se prolonge sur la languette. Le reste de la tige est revêtu d'une toile noire. Un tissage de fils de laine forme les trois bandes d'Adidas. La pièce arrière et les bandes pour les lacets sont en suède gris. La doublure est en cuir gris.
Adidas Stan Smith x Clot (février 2014). Elle est issue de la collaboration entre la marque de Hong Kong et Adidas. La tige est en suède premium noir. La languette et la pièce arrière sont dorées. La semelle est blanche. Le logo Clot se trouve sur la languette. Le nom « Clot » est inscrit le côté au niveau du talon. Les semelles intérieures sont dépareillées avec d’un coté l’inscription adidas et de l’autre CLOT.
Adidas Stan Smith x Neighborhood - M22698 (printemps 2014). Réinterprétée par la marque japonaise, elle est en cuir marron. Elle comporte des inscriptions blanches à l'avant et sur la pièce arrière. Le logo de Neighborhood (tête de mort et deux os croisés, façon pirate) est présent sur la languette. La doublure est en cuir beige. La semelle extérieure est blanche.
Adidas Stan Smith x Raf Simons (printemps 2014). Ces créations de Raf Simons sont en cuir « peau de serpent », fermées par deux bandes velcros. Trois bandes partent de l'avant de la chaussure et finissent sur la languette. La pièce ajoutée à l'arrière, parcourus par ces bandes, ne comportent que le nom du styliste. Deux coloris ont été disponibles : cuir blanc avec les bandes bleu clair / noir ou cuir noir avec bandes jaune / blanc. Seul le nom « Raf Simons » est inscrit sur la semelle intérieure.
Adidas Stan Smith Smith x Bedwin - D65674 (mars 2014). Issue de l'association avec la marque japonaise Tokyo’s Bedwin & The Heartbreakers, Cette paire en cuir blanc est parsemée de petites éclaboussures de peintures jaunes, grises, bleues et rouges. Une inscription « Originals by Bedwin » se trouve à l'arrière. Une étiquette, de couleur rouge avec trois bandes blanches, a été placée sur le haut du talon. La semelle intérieure comporte des rayures blanches et bleues. Sur la languette est cousue une étiquette sur laquelle on peut lire : ADIDAS ORIGINALS & THE HEARTBREAKERS PARAMOUNT QUALITY - DESIGNED IN TOKYO BASED ON GERMAN HERIT AGE BUILT FOR GLOBAL THINKERS «Celebrate Originality ».
Adidas Stan Smith x Pharrell Williams x Colette (mai 2014). Dix paires de Stan Smith furent décorées de dessins peints à la main par Pharrell Williams. Cette série fut vendue au magasin parisien Colette.
Adidas Consortium Stan Smith OG Primeknit (juin 2014). Ce modèle possède une empeigne tricotée
Adidas Stan Smith x Colette (5 juin 2014). Modèle en cuir blanc avec des ronds bleus sur le devant de la chaussure et la languette. La pièce arrière est bleue avec deux ronds blancs. La semelle intérieure est blanche avec le nom et le logo du magasin parisien (ou Adidas et son trèfle pour l'autre chaussure) imprimés en bleu. Tirage limité à 100 exemplaires.
Adidas Stan Smith Originals x Colette, Adidas Stan Smith Originals x Dover Street Market, Adidas Stan Smith Originals x Barneys New York « All White » (septembre 2014). Ces trois modèles sont en cuir blanc. Le nom de l’enseigne et son logo sont inscrits sur la languette.
Adidas Consortium x Pharrell Williams ‘Solid Pack'' (septembre 2014). Il s'agit de la première vraie collaboration entre l’artiste et Adidas. Les modèles sont classiques, monochromes, en cuir noir, rouge ou bleu. Le logo de Stan Smith sur la languette et celui de Pharrell Williams à l'arrière sont en blanc. Comme la plupart des autres modèles de sneakers créés par Pharrell Williams, la forme du pied est dessinée sur la semelle intérieure.
Adidas Originals Stan Smith x Opening Ceremony (septembre 2014). Un premier modèle (B35645) est entièrement noir : la tige et la languette est en poil de poney noir, la semelle en caoutchouc noir, le logo de la marque new-yorkaise sur la languette et la pièce arrière en cuir noir. Le second (B35646) est en cuir blanc cassé avec des motifs zébrés gris clair.
Adidas Originals x American Dad Stan Smith - B24440 (octobre 2014). Le modèle est classique, de cuir blanc avec la pièce arrière verte. Sur la languette, le visage de Stanley Smith, le héros de la série d'animation American Dad, a pris la place du joueur de tennis. Le personnage de Seth MacFarlane est dessiné sur la semelle intérieure.
Adidas Originals Stan Smith x Pharrell Williams « Tennis » (novembre 2014). La tige se compose de feutre, matière des balles de tennis, de coloris vert clair (B25388), orange (B25389) ou blanc cassé (B25390). La pièce arrière contenant le logo de Pharrell Williams (imprimé en jaune) et la semelle extérieure sont blanches.
Adidas Originals Stan Smith x Pharrell Williams Polka Dots (fin 2014). De nombreux pois rouges tapissent ces chaussures de forme classique. La semelle intérieure a été entièrement redessinée par Pharrell Williams. Trois coloris étaient disponibles : jaune (B25402), bleu (B25400) ou blanc (B25401). Une collection Big Polka Dots sortit en janvier 2015 avec, cette fois-ci, des gros pois blancs brodés sur des Adidas Stan Smith bleues, noires ou rouge.
Adidas Originals Stan Smith 80's x Raf Simons (à partir de la saison automne – hiver 2014). De forme classique avec lacets, ces nouveaux modèles créés par le styliste belge se caractérisent par un grand « R » remplaçant les trois bandes perforées. Le logo « Raf Simons » est gravé en creux au niveau du talon. À partir de 2016, le portrait de Raf Simons est dessiné sur la languette d'une des deux chaussures. Plusieurs coloris ont été proposés : blanc avec pièce arrière en suède orange (B35564) ou vert (B35796), entièrement orange (B35497) en 2014, gris, rouge, bleu clair, noir, blanc et beige en 2015,, rose (AQ2646) jaune (AQ2647), bleu foncé (AQ2645), argent (AQ2643) ou bronze métallique (S75937) en 2016, blanc cassé avec languette et pièce arrière noires (BB6733) en 2017, gris pâle (B42012) en 2018...
Adidas Originals Stan Smith 80's x Nigo - B26000 (mars 2015). Ce modèle du désigner japonais est très classique : cuir blanc et la pièce ajoutée à l'arrière verte. Trois bandes velcro remplacent le lacet. L’inscription « 25 » (se lisant "ni go" en japonais) est présente sur la semelle intérieure.Le logo traditionnel avec le portrait de Stan Smith se retrouve sur la languette
Adidas Originals x Pharrell Williams ‘Jacquard’ (mai 2015). Pharrell Williams a créé ces sneakers basses (B25383, B25384) ou semi-montantes (CG4103, CG4104) en utilisant des tissus Jacquard avec motifs floraux.
Adidas Originals Stan Smith x Yoshida Porter (août 2015 – septembre 2015). Afin de célébrer son 80e anniversaire, la marque de maroquinerie japonaise Porter a collaboré avec Adidas Originals pour créer deux modèles Stan Smith. Le premier est doté d'une tige en cuir noir (B34150), le second (S75390) est en daim bleu marine. La doublure est orange. La semelle est blanche.
Adidas Stan Smith x Billionaire Boys Club 'Pony Hair' (novembre 2015). Des diamants et symboles du dollar sont imprimés sur la tige en crin de poney. La semelle extérieure est partiellement translucide. L'astronaute, logo de BBC, remplace Stan Smith sur la languette. Deux modèles existent : blanc avec semelle rose (S32037) ou noir avec semelle bleu glacier (S32038).
Adidas Stan Smith x Rita Ora 'geisha' - S75237 (février 2016). La tige se compose de daim rouge. La pièce arrière est en cuir rouge avec le logo en blanc. La doublure est également rouge. La semelle intérieure est ornée de motifs inspirés des dessins des kimonos de geishas. La semelle extérieure est blanche.
Adidas Stan Smith Luxe W Cork (mars 2016). L’originalité de ces sneakers tient à leur semelle intermédiaire en liège. La tige est en cuir blanc. La pièce arrière avec le nom et le trèfle d'Adidas est en nubuck noir (S78907) ou vert (S78908).
Adidas Original Stan Smith 80's x Nigo  - S79591 (avril 2016). Cette création de Nigo est assez sombre. Elle est conçue en cuir blanc légèrement brillant. Les logos sont de couleur verte avec un rendu « fait à la main ». Un clip en plastique avec le dessin de l'ours royal, symbole de Nigo, se trouve sur le lacet à l'avant de a chaussure. La signature du designer japonais, « 25 », est imprimée sur la semelle intérieure,.
Adidas Originals Stan Smith x Billionaire Boys Club ‘Palm Tree’ (juillet 2016). Pharrell Williams a décoré la tige en cuir blanc et la languette de feuilles de palmier vert clair (S82071) ou rouge (S82072). L’astronaute, symbole de BBC, se retrouve la languette. A l'arrière d'une des deux chaussures, le 'B' remplace le trèfle d'Adidas.
Adidas Stan Smith x Pharrell William Hu Holi (février 2018). Inspiré par le festival indien Holi, parfois appelé fête des couleurs, Pharrell Williams a créé cette Stan Smith en toile. Plusieurs coloris étaient disponibles : blanc crème (DA9611), Chalk Coral (DA9612) ou jaune (AC7042), vert (AC7043), rose (AC7044), bleu clair (AC7045).
Adidas Stan Smith 80's x The Farm Company – B28012 (été 2018). Ce modèle est issu de la collaboration avec la marque brésilienne. Des feuilles de plante tropicale sont brodées sur le côté de la tige en cuir blanc. Le logo sur la languette ainsi que le nom Stan Smith et le trèfle de la pièce arrière sont dorés. Les semelles sont blanches.
Adidas Stan Smith 80's x Hattie Stewart  - CM8415 (décembre 2018). L'artiste londonienne Hattie Stewart a modifié le modèle classique en y ajoutant des yeux de type cartoon brodés sur le côté de la tige blanche. La pièce arrière est décorée d'un smiley sur un fond de style camouflage rose - verts.

## Culture populaire

### Dans la musique
- Dans "Je danse le Mia", le groupe de rap IAM nomme la Stan Smith. La chaussure apparaît dans le clip.
- En 2011, La Fouine intitule une de ses chansons "Stan Smith".

### Dans les films de cinéma et séries télévisées
- Dans la série Columbo, lors de l'épisode de la deuxième saison intitulé "Le grain de sable" (1972), Robert Culp, jouant le rôle d'un responsable d'une équipe de football américain, a des Adidas Roger Haillet lorsqu'il exécute son meurtre. On aperçoit la marque verte de Roger Haillet sur le côté de la basket. En 1990, dans "Criminologie appliquée" (épisode 1 saison 10), Cooper Redman, un étudiant de l'université de Fremont joué par Gary Hershberger, possède une paire de Adidas Stan Smith.
- Dans la deuxième saison de H (1999), Aymé (Eric Judor), Béa (Catherine Benguigui) et Jamel (Jamel Debbouze) portent dans plusieurs épisodes des Adidas Stan Smith II. Celles de Jamel sont bien visibles dans "Une histoire de vacances" et "Une histoire de chasse"...
- Dans le film Les sous-doués en vacances de Claude Zidi (1982), Daniel Auteuil porte une paire de Stan Smith durant tout le long-métrage.
- Dans Neuilly sa mère de Gabriel Julien-Laferrière (2009), lors d'une courte scène se déroulant dans la cité Maurice Ravel à Chalon-sur Saône, Éric Judor marche avec des Adidas Stan Smith.
- En 2011, dans De l'autre côté du périph  de David Charhon, Omar Sy possède des Adidas Stan Smith II.
- Habitant d'une cité de Melun, Abdelkrim (joué par Medi Sadoun) porte des Adidas Stan Smith II dans le film Les Kaïra (2012) réalisé par Franck Gastambide. C'est une des dernières apparitions de ce modèle avant l'arrêt de sa commercialisation.

### Dans les mangas
- En 2007, dans le manga Beck de Harold Sakuishi (tome 29, p. 157), le chanteur du groupe de rock japonais, Yukio « Koyuki » Tanaka, choisit ses nouvelles sneakers dans un magasin londonien, où sont vendues des Adidas Stan Smith II Adicolor Mr Happy et des Adidas Stan Smith II Adicolor Miss Piggy.

## Copies
Produit culte, la Stan Smith a parfois été imitée. Cependant, lorsque la ressemblance est trop évidente, la firme Adidas n'hésite pas à engager des procès en justice.